# Jordin Tootoo
Jordin John Kudluk Tootoo (inuktitut ᔪᐊᑕᓐ ᔮᓐ ᑲᑦᓗᒃ ᑐᑐ Juatan Jaan Katluk Tutu; Churchill, 2 febbraio 1983) è un hockeista su ghiaccio canadese, gioca come attaccante nella National Hockey League. È il primo giocatore della storia di etnia inuit a giocare in NHL.

## Carriera

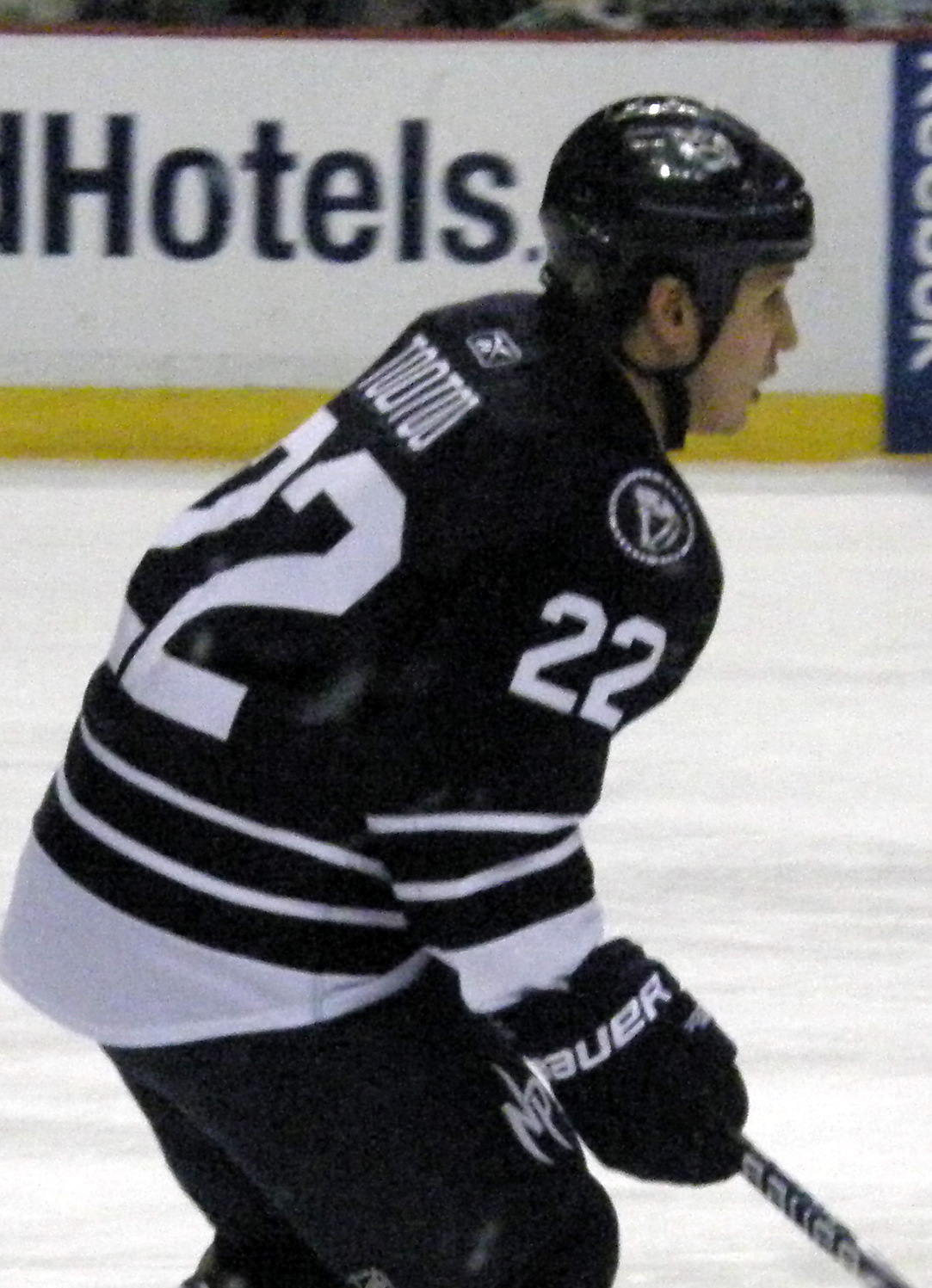
Tootoo in azione nel 2010

Tootoo iniziò a giocare ad hockey su ghiaccio a Spruce Grove, nella provincia dell'Alberta. I Brandon Wheat Kings lo selezionarono al terzo giro del draft della WHL del 1998. Tootoo giocò per i Wheat Kings nella Western Hockey League (WHL) dal 1999 fino al 2003. Nel 2001 fu invece scelto nell'NHL Entry Draft del 2001 in novantottesima posizione, sesta scelta dei Nashville Predators. Divenne il primo giocatore di discendenza Inuit a disputare un incontro di stagione regolare in NHL in occasione del turno inaugurale contro gli Anaheim Ducks il 9 ottobre 2003. Fu sempre la prima persona Inuit ad essere mai stata selezionata da qualsiasi formazione della NHL. Tootoo scelse di giocare con la maglia numero '22', formando un gioco di parole con il suo cognome ("two"-"two", in inglese 2-2).
Tootoo segnò il suo primo punto fornendo un assist vincente a Dan Hamhuis nella partita contro i St. Louis Blues il 16 ottobre 2003, mentre il suo primo gol arrivò contro gli Atlanta Thrashers una settimana dopo, il 23 ottobre. Tootoo riuscì ad ottenere due Gordie Howe hat tricks il 10 gennaio 2004 e l'8 dicembre 2007, ovvero riuscire nella stessa partita a segnare, fornire un assist ed essere puniti con una penalità maggiore per rissa.
Trascorse la stagione 2005–06 fra i Nashville Predators ed i loro affiliati in American Hockey League, i Milwaukee Admirals, gli stessi con cui giocò la stagione precedente a causa del lockout in NHL. Il 21 luglio 2006 fu reinserito nella rosa dei Predators con un contratto di due anni. Il 31 gennaio 2008 ed il 5 febbraio 2010 rinnovò sempre per una durata di due anni il proprio contratto.
Il 19 marzo 2007 Tootoo fu sospeso dalla NHL per cinque partite, infatti il 17 marzo colpì il difensore Stéphane Robidas dei Dallas Stars con il suo guanto. Robidas soffrì di una commozione cerebrale e rimase incosciente. La NHL comminò la sospensione per cinque partite senza alcuna multa, tuttavia fu alzata contro Tootoo l'accusa di gioco "sporco". L'accusa riemerse in occasione dell'incidente occorso l'11 ottobre 2007, quando Tootoo colpì con la spalla la testa di Daniel Winnik, giocatore dei Phoenix Coyotes.
Tootoo segnò il suo primo gol nei playoff il 10 aprile 2008, contro i Detroit Red Wings nel secondo periodo di Gara 1 dei quarti di finale di Conference dei playoff 2008, gara conclusasi con una sconfitta per 3-1. Il 1º luglio 2012 fu ceduto dai Predators ai Detroit Red Wings con un contratto triennale.

## Biografia
Il fratello maggiore di Jordin Tootoo, Terence, anch'egli hockeista, giocò per i Roanoke Express della ECHL nella stagione 2001-2002. Tuttavia nell'agosto di quell'anno Terence si suicidò all'età di 22 anni dopo un arresto per guida in stato di ubriachezza.
Il terzo nome di Tootoo, Kudluk, in inuktitut significa "tuono". La madre di Jordin Rose è di origini ucraine, mentre il padre Barney è un inuk proveniente dalla provincia del Nunavut.
Sebbene sia nato in Manitoba, Tootoo crebbe nell'insediamento di Rankin Inlet, in Nunavut, dove suo padre gli insegnò a pattinare e a giocare ad hockey. Crescendo a Rankin Inlet Tootoo imparò il tipico stile di vita degli Inuit, comprese le attività della caccia e del campeggio.
Essendo uno degli inuk più celebri, il primo a giocare in National Hockey League, divenne un modello per i giovani del Nunavut.
Il 27 dicembre 2010 Tootoo entrò di propria volontà nel programma di riabilitazione NHL/NHLPA's Substance Abuse and Behavioral Health Program per ricevere cure contro l'abuso di alcolici. Dopo essere uscito con successo dal programma ritornò a giocare disputando i playoff della Stanley Cup del 2011.